# Уголовное дело

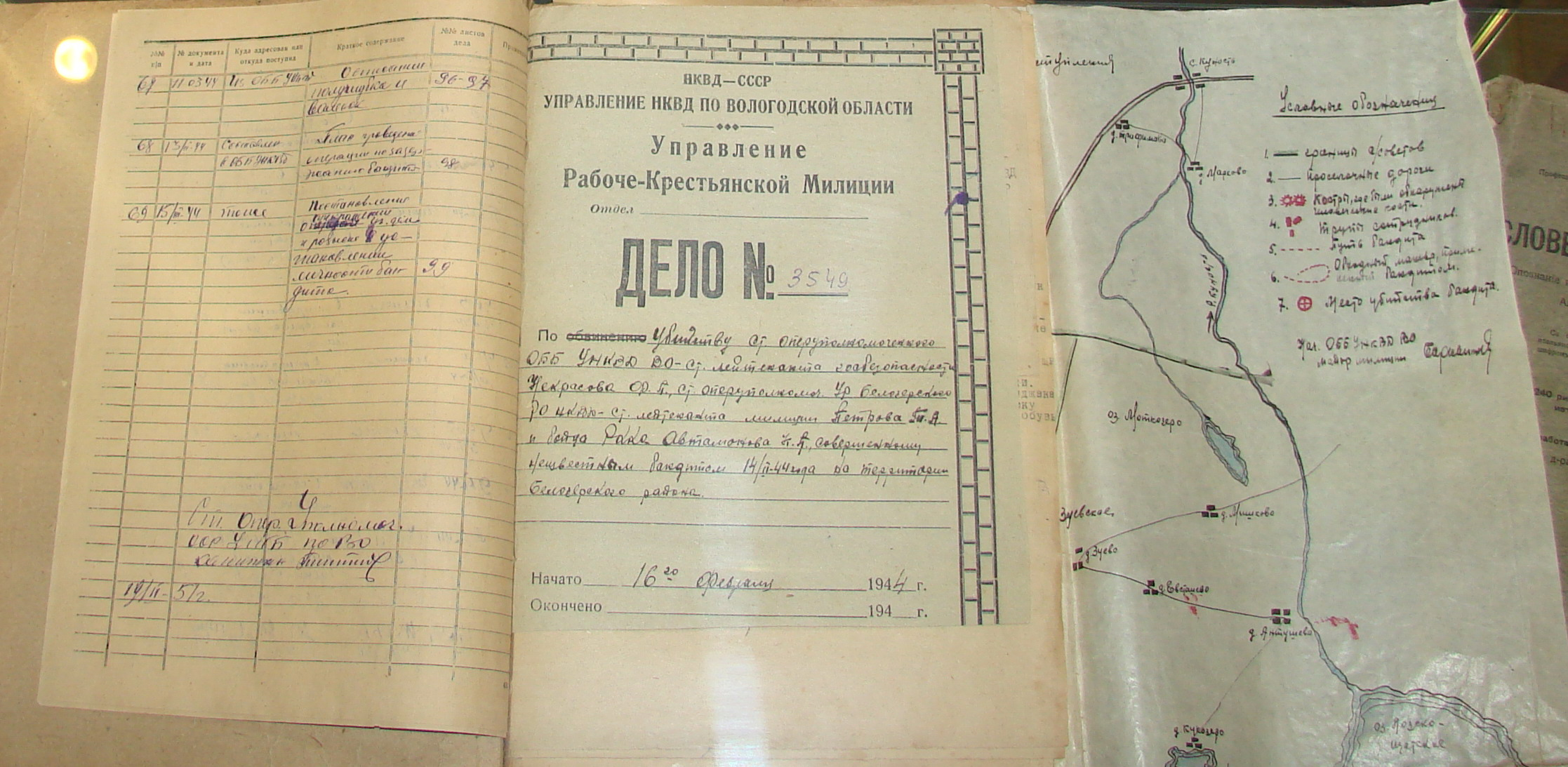
Уголовное дело 1944 года

Уголовное дело — дело, возбужденное в установленном законом (см. Уголовно-процессуальный кодекс) порядке в случае обнаружения признаков преступления. Уголовное дело рассматривается и разрешается судом по материалам дознания и предварительного следствия.

## Возбуждение
Предварительное производство начинается со стадии возбуждения уголовного дела.
Согласно статье 140 УПК РФ, поводами для возбуждения уголовного дела являются:
1. заявление о преступлении;
2. явка с повинной;
3. сообщение о совершенном или готовящемся преступлении, полученное из иных источников.
4. постановление прокурора о направлении соответствующих материалов в орган предварительного расследования для решения вопроса об уголовном преследовании.

Основанием для возбуждения уголовного дела является наличие достаточных данных, указывающих на признаки преступления.

## Ознакомление
В соответствии с УПК, обвиняемый и его защитник имеют право ознакомиться с материалами уголовного дела. Уголовно-процессуальное законодательство не содержит норм, позволяющих лицу, в отношении которого прекращено производство по делу, знакомиться с материалами дела.

## Хранение уголовных дел
Сроки хранения для уголовных дел исчисляются с момента погашения судимости, либо вступления в законную силу оправдательного приговора, а также постановления (определения) о прекращении дела.

## История
- В «Соборном уложении» 1649 года использовался термин судебное дело (смотри Глава X — o суде).
- Понятие уголовное дело входило в устав уголовного судопроизводства Российской империи 1864 года.